# Lucio Racilio
Lucio Racilio (en latín, Lucius Racilius) fue un político romano que ejerció el tribunado de la plebe en el año 56 a. C. Se distinguió por sus esfuerzos para el regreso de Cicerón del exilio.

## Carrera pública
Tras el regreso de Cicerón en el año 57 a. C., obtuvo el tribunado de la plebe al año siguiente. Atacó con vehemencia a Clodio durante su magistratura y permitió que Cicerón publicase en su nombre un edicto contra aquel conocido en la Antigüedad como Edictum L. Racilii Tribuni Plebi.
Durante la guerra civil, se unió a los partidarios de Julio César. Estando en Hispania en el año 48 a. C., se vio envuelto en una conspiración contra el gobernador Quinto Casio Longino durante la que perdió la vida.
Fue amigo personal de Cicerón y Léntulo Espínter.